# Балканський театр воєнних дій Першої світової війни
Балка́нський теа́тр воє́нних дій Пе́ршої світово́ї війни́ (1914–1918) — воєнні дії, що проходили на території Балканського півострова в роки Першої світової війни. Балканський фронт носив вочевидь гірський характер театру ведення війни, що становило найбільші труднощі при веденні операцій у східній і особливо у своїй західній частині, тому найголовніші дії на ньому розвивалися в найбільш доступній середній смузі, на напрямках Белград, Салоніки.
Саме на цьому театрі дій 28 липня 1914 року розпочалися бойові дії австро-угорської армії проти сербських і чорногорських військ, що врешті-решт призвело до наростання світового конфлікту та спровокувало Першу світову війну. На даному театрі воєнні дії відбувалися в основному у важких умовах під час кількох кампаній: сербської (липень 1914 — листопад 1915), салонікської (листопад 1915 — вересень 1918) і румунської (серпень 1916 — грудень 1917) на території Королівств Сербії, Чорногорії, Греції, Румунії, Болгарського царства та Албанії.

## Географічні умови театру
Балканський театр воєнних дій, де розгорнулися найголовніші операції під час війни, розташований у межах Балканського півострова і включав території Чорногорії, Албанії, Сербії, Болгарії та Греції. На початок бойових дій у липні 1914 року північний кордон театру умовно обмежувався річками Сава і Дунай, східним краєм була умовна лінія Лом-Паланка, Софія, Кавала, південний кордон простягався поздовж узбережжя Егейського моря від Кавали до району Салонікської затоки, на заході театр обмежувався Адріатичним морем. Територія театру воєнних дій простягалася на 400 км завдовжки і 300 км завширшки.
Загалом даний театр становив гірську країну і тільки невеликі ділянки його по течіям деяких річок і вздовж узбережжя мали порівняно рівнинний характер. Місцевість відрізняються важкодоступністю, гірські вершини сягають на деяких ділянках майже 2400—2600 м. Західна частина театру покрита горами, що належать до систем Динарських Альп і Пінда, а східна — горами, що є продовженням Балканських і Родопских гір, які наповнюють територію Болгарії. У середній зоні театру, в смузі річок Морави і Вардар, хребет Гемус має дещо знижений характер, і тут є ряд досить великих долин, уздовж яких простягаються в мередіональному напрямку магістральні шляхи. Саме в цій середній частині Балканського півострова напрямок від р. Дунаю в бік Салонік і прилеглого до нього узбережжя Егейського моря був найбільш доступним для проведення операцій великими силами.
Загалом же весь Балканський театр ведення воєнних дій становив великі труднощі для проведення операцій у східній і, особливо, у своїй західній частині, тому найголовніші дії на ньому розвивалися в найбільш доступній середній смузі, на напрямку Белград - Салоніки. Усі балканські країни на той час мали погано розвинуту мережу доріг та шляхів, за виключенням Салоникського району.
У підсумку на цьому театрі, внаслідок його гірського характеру, бідності шляхами сполучення і брак сил та засобів, воєнні дії повинні були протікати у надзвичайно важких умовах.

## Передумови

### Загальна обстановка
Балканські війни 1912—1913 і 1913 років привели до розгрому Османської імперії та визволення Європи від османського загарбання за винятком невеликої області навколо Константинополя (Східної Фракії). Але серед країн Балканської Ліги відбувся конфлікт із приводу долі звільнених територій і внаслідок швидкоплинного зіткнення колишніх союзників по антитурецькому союзу Болгарія зазнала поразки від Сербії, Чорногорії, Греції та Румунії. Крім того, проти Болгарії виступила й Османська імперія.
Розвалом Балканської Ліги (блок Сербії, Чорногорії, Греції та Болгарії) скористалися Австро-Угорщина і Німецька імперія. Болгарська еліта була незадоволена поразкою в Другій Балканській війні. Болгарія жадала реваншу і в результаті приєдналася до блоку Центральних держав.
У свою чергу, Сербія хоч значно посилилася, але не була повністю задоволена придбаннями в ході війн. Перемоги відразу в двох війнах і різке посилення держави викликали національний підйом, проте Белград не добився виходу до моря і хотів анексувати північ Албанії, що вкрай суперечило політиці Австро-Угорщини та Італії. Восени 1913 року вибухнула Албанська криза — сербська війська зробили спробу окупувати частину Албанії, але під тиском Австро-Угорщини і Німеччини Белград був змушений вивести звідси свої війська.
Тим часом у Відні побоювалися виникнення на своїх кордонах потужної сербської держави, яка після поразки Османської імперії і Болгарії в Балканських війнах могла стати найсильнішою державою на Балканському півострові. У Воєводині, яка належала Австро-Угорщині, мешкала велика кількість сербів. Побоюючись сепаратистських настроїв у Воєводині та на інших слов'янських землях і повного розпаду імперії, значна частина австро-угорського керівництва бажала вирішити питання силовим шляхом — розгромити Сербію. Особливо ці настрої посилилися після вбивства 28 червня спадкоємця австро-угорського престолу ерцгерцога Франца-Фердинанда з дружиною. Спадкоємець престолу був прихильником мирного вирішення проблеми — створення триєдиного держави Австро-Угорщина-Славії й він категорично виступав проти превентивної війни з Сербією. Його вбивство зруйнувало основний бар'єр для Австро-Угорщини на шляху війни.

### Липень 1914
28 червня 1914 року в Сараєво членом організації «Млада Босна» Гаврилом Принципом скоєне резонансне вбивство спадкоємця австрійського трону Франца Фердинанда.
Наступного дня після вбивства міністр закордонних справ Австрії Л. фон Берхтольд писав угорському прем'єр-міністру графу І. Тиса про свій намір «використати сараєвський злочин, щоб звести рахунки з Сербією». У ці ж дні імператор Австро-Угорщини Франц Йосиф I заручився підтримкою головного союзника — Німеччини. 5 липня німецький імператор Вільгельм II запевнив, що Берлін підтримає Відень. Кайзерівський уряд також вважав, що це ідеальний момент для початку війни і розгрому Франції. 19 липня австрійський уряд остаточно ухвалив рішення про війну з Сербією.

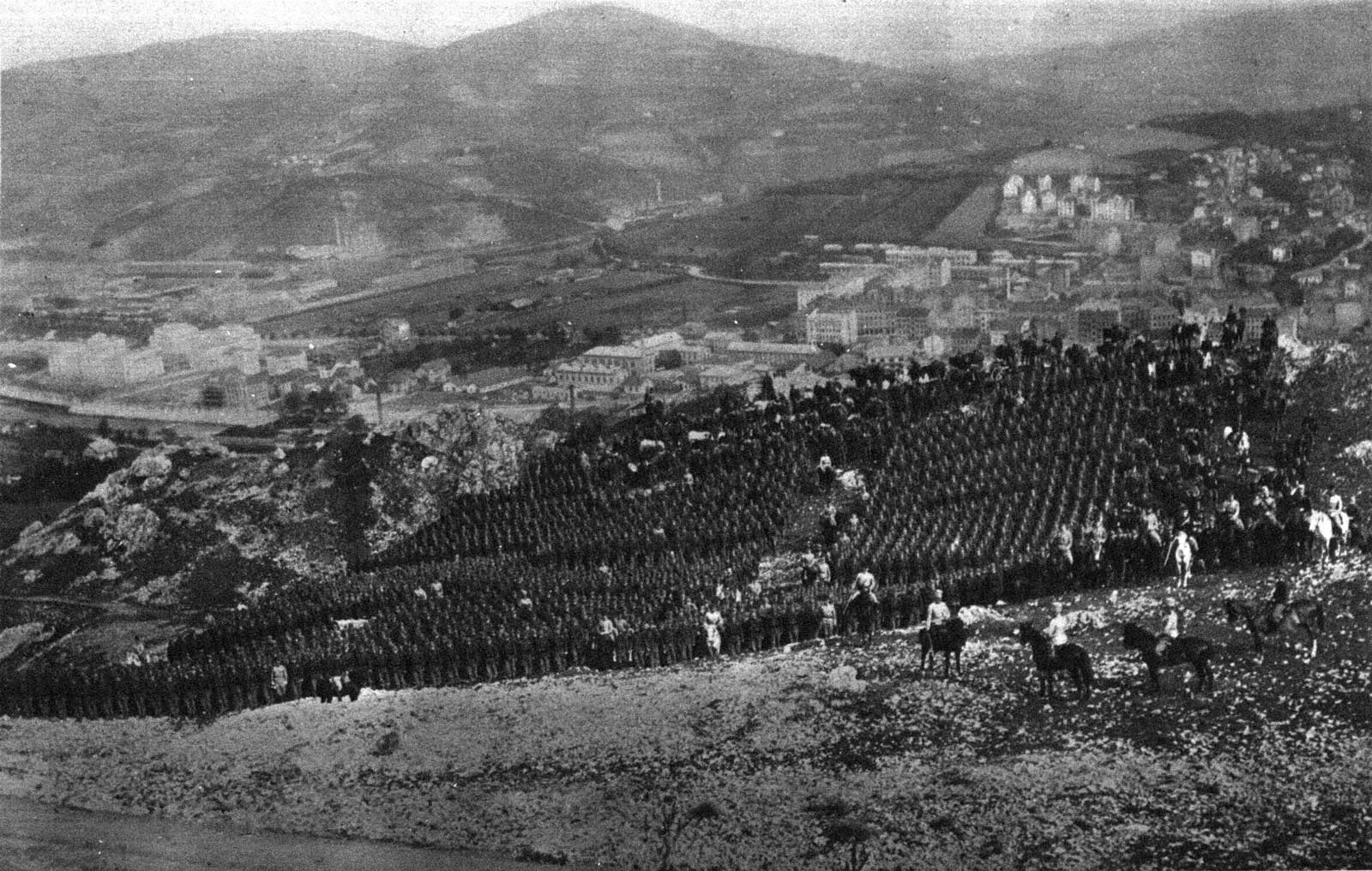
Австро-угорські війська висуваються до сербського кордону через Сараєво. Липень 1914

23 липня австро-угорський ультиматум був вручений сербським міністрам. А надана 25 липня негативна сербська відповідь була розцінена австрійцями як незадовільна і того ж дня Австро-Угорщина розпочала часткову мобілізацію. Німецький уряд наполягав на тому, щоб військові дії Австрії проти Сербії розпочались терміново, адже будь-яке затягування початку операцій розглядалось як велика небезпека через ризик втручання інших держав. 28 липня Австро-Угорська імперія оголосила війну Сербії, приводом до чого стала чутка про атаку австро-угорського підрозділу на кордоні Боснії сербськими військами.

## Плани та склад сил сторін

### Плани та сили Австро-Угорщини
У відповідності до варіанту «B» мобілізаційного плану Австро-Угорщини проти Сербії Збройні сили мали розгорнути три армії, загальною чисельністю до 412 000 осіб (2/5 усіх сил), які утворювали армійську групу генерала О. Потіорека:
- 2-га армія (генерал кавалерії Е. фон Бем-Ермолі) — за течією pp. Сави і Дунаю (по обидві сторони Белграда);
- 5-та армія (генерал від інфантерії Л. фон Франк) — по лівому березі р. Дрини до впадання її в р. Саву та
- 6-та армія (фельдцейхмейстер О. Потіорек) — в Боснії між Сараєво і сербським кордоном.

Ці армії повинні були вторгнутися в Сербію і Чорногорію одночасно з двох стратегічних напрямків та, здійснивши глибокий обхід, оточити сербську армію з обох флангів. Головнокомандувачем австро-угорською армією був герцог Тешинський, Фрідріх Австрійський. Начальником генерального штабу був Франц фон Гетцендорф.
Однак, через вступ у війну Російської імперії, німецький Генеральний штаб зажадав участі проти Росії 40 австро-угорських піхотних дивізій з тих 49, що перебували у складі збройних сил Австро-Угорщини. Водночас австро-угорські частини, спрямовані за планом проти Сербії, вже протягом шести днів перекидалися відповідно до графіку на Сербський фронт. Австро-угорське військове командування було змушене терміново закінчити ці оперативні перевезення, з тим щоб лишити проти Сербії тільки 1/5 частину всіх сил (5-ту і 6-ту армії), а 2-гу армію (190 000 чол.) перекинути з берегів Сави і Дунаю до Східної Галичини.
Генерал О.Потіорек, у розпорядженні якого залишалося трохи більше ніж сім повноцінних армійських корпусів, вирішив вести по фронту Дунаю і в нижній течії Сави тільки демонстративні дії. Для виконання цього завдання він визначив VII корпус (Темешвар), а також частини гонведу і ландштурму. Силами ж п'яти корпусів: IV (Будапешт), VIII (Прага), XIII (Аграм) і частиною XV (Сараєво) і XVI (Рагуза) планувалося розпочати рішучий наступ від Дрини. Решта частини XV і XVI корпусів були розгорнуті фронтом на південний схід проти чорногорської армії. Частина IX корпусу (Йозефштадт) перебувала в резерві на рівнині між pp. Савою і Дриною.
5-та армія розгорнулася у складі двох корпусів (6—7 піхотних дивізій), всього 80 тис. осіб, у нижній течії річки Дрини від її гирла до Зворника, а 6-та армія, теж у складі двох корпусів (6,5 піхотних дивізій), всього 60 тис. осіб, — у Сараєва та Мостара.
Загалом проти Сербії після перекидання в Галичину 2-ї армії залишалося австро-угорських 239,5 батальйонів, 37 ескадронів, 516 гармат та 392 кулемети. Головнокомандувачем австро-угорськими силами на Балканах був призначений фельдцейхмейстер О. Потіорек, начальником штабу — генерал-майор Е. Бельц.

### Плани та сили Сербії
У відповідності до планів розгортання на воєнний час Сербія розгорнула чотири армії, у складі 12 піхотних і 1 кавалерійської дивізій, загальною чисельністю 247 тис. осіб та 610 гармат (з них до 40 важких, а 180 гармат належали старим зразкам):
- 1-ша армія — дивізійного генерала П.Бойовича — 4 піхотних і 1 кавалерійська дивізії, мала завдання утримувати оборону по р. Дунай на фронті в 100 км. Її головні сили були зосереджені в районі Паланка, Рача, Топола.

- 2-га армія — армійського генерала С.Степановича — 4 піхотних дивізій першої черги, була маневреної групою в районі Белграда. Район зосередження забезпечувався дунайською дивізією цієї армії.

- 3-тя армія — генерала Юрішича-Штурм — 2 піхотних дивізій і два загони, становила маневрену групу в районі Валево.

- 4-та армія (або Ужицька армія) — генерала М.Божановича — 2 піхотних дивізії, прикривала долину Верхньої Морави із заходу і забезпечувала зв'язок із Чорногорією[6].

Всього з тиловими частинами в Сербії було мобілізовано 380 тис. осіб. Загальне командування сербськими збройними силами перебрав на себе принц-регент Олександр. Начальником штабу був воєвода Радомир Путник.
Виходячи з географічних умов театру ведення війни, сербська армія зосередилася на прикритті північного кордону по рубежу річок Дунай та Сава, на західному фланзі по річці Дрина. Ці рубежі, посилені природними перешкодами прикривалися тільки чотирма дивізіями, тоді як головні сили своїх військ (вісім дивізій) сербське командування зосередило в гористій місцевості на схід від Валево, майже на однаковій відстані від обох можливих напрямків дії противника.

### Плани та сили Чорногорії
Чорногорська армія мала загальну чисельність 45—60 тис. військових, 100 польових і 100 гірських гармат. Усього було розгорнуто 6 дивізій, по три бригади чотирибатальонного складу кожна: в Новопазарському санджаку — близько 6000, на західному кордоні проти Герцеговини і австрійської військово-морської бази в Каттаро — 29 тис. осіб (головні сили). Решта сил зосереджувалася всередині країни на важкодоступному гірському плато Каре і частково на кордоні з Албанією. Чорногорську армію очолював король Чорногорії Нікола I, начальником Генерального штабу став сербський генерал Божидар Янкович.

## Хід війни на Балканському фронті

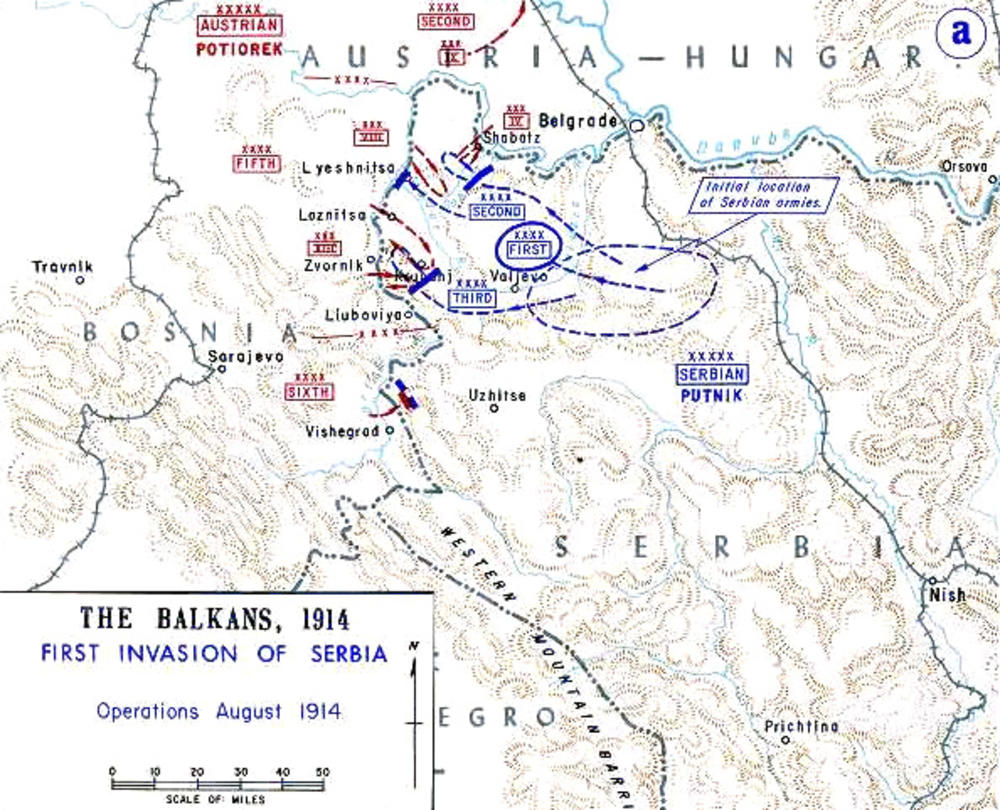
Битва біля Цери. 15 — 24 серпня 1914 року

### Кампанія 1914 року

#### Перший австро-угорський наступ
28 липня 1914 року тобто практично відразу з моменту оголошення війни, австро-угорська облогова артилерія, розташована на північному березі р. Дунаю, і артилерія моніторів Дунайської флотилії Цісарських і Королівських ВМС почали бомбардування Белграда. Після цього з метою сковування сербів австро-угорські війська провели на деяких ділянках pp. Дунаю і Сави демонстративні переправи, намагаючись створити враження початку вирішального наступу на цьому напрямку і скувати сербські війська.
З 12 серпня австрійці почали загальний наступ на Сербському фронті. Вранці IV австро-угорський корпус переправився через р. Сава вище Шабаць, 8-й і 13-й корпуси наводили мости через р. Дрину біля Беліни, Лешніци, Лозниці; XV корпус переправлявся через р. Дрину біля Зворника і Любовиї.
Сербське керівництво відмовилося від оборони Белграда, перенесло столицю в Ниш і, стримуючи просування військ противника частинами прикриття, перекинуло дві армії — 2-гу і 3-тю на Дринський фронт. Першою наступала окрема кавалерійська дивізія. За нею слідували інші дивізії маневреної групи. Серби перейшли в контрнаступ і досить швидко вийшли в долину річки Дрині, поки австро-угорські війська повільно форсували цю водну перешкоду.

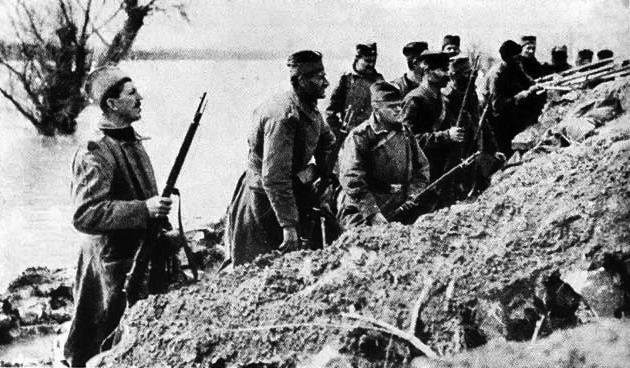
Сербські війська на позиціях. Ада Циганлія. Серпень 1914

Незважаючи на порівняно слабкий опір сербських загонів прикриття, австрійці витратили 4 дні на форсування водної перешкоди: на переправу своїх військ, облаштування тет-де-понів, на закріплення на висотах, що панують понад правим берегом Дрини, і на заняття Шабаця. Вже 16 серпня головні частини сербських армій зав'язали бої з противником.
У битві біля Цери частини 2-ї сербської армії скували противника частково і відкинули його. Південніше, на інших напрямках, у смузі 3-ї армії удари сербів не увінчалися в цей день успіхом і подекуди їм довелося відступити. У наступні дні, коли до поля бою підійшли нові сербські частини, їм вдалося прорвати австро-угорський фронт на північ від Лозниці. Для австро-угорців склалася несприятлива обстановка, і вони 19 серпня почали відхід на всіх ділянках фронту. У цих умовах австро-угорське командування змушене було 16 і 19 серпня залучати на допомогу 5-ій армії значні сили 2-ї армії, затримавши її відправку до Галичини.
IV австро-угорський корпус спробував переламати ситуацію і завдав сильного контрудару, в результаті проведення якого австро-угорські війська домоглися деякого успіху і відтіснили сербів за р. Діброву. Однак після 4 днів запеклих боїв 2-га сербська армія відкинула противника. До 24 серпня сербські частини відтіснили противника до річок Сава і Дрина.
Обидві сторони зазнали серйозних втрат у битві. За оцінками військових істориків австро-угорська армія втратила в битві близько 37 000 осіб, з яких 7 000 загиблими. За сербськими даними в ході контрнаступу були тільки полоненими захоплені близько 4,5 тис. осіб, а також 50 гармат та інші трофеї. Сербські війська втратили від 3 до 5 тис. вояків вбитими та 15 000 пораненими в ході битви.
|                                                                     |  |  |
| Обстріл сербською артилерією колони австро-угорського війська. 1914 |  |  |

#### Другий австро-угорський наступ
Під тиском з боку своїх союзників, Сербія провела обмежений наступ через річку Сава в австро-угорську область Срем 1-ю сербською армією. Провідною метою було затримати відправлення 2-ї австро-угорської армії на Галицький фронт, проте мета операції не була досягнута, через те що війська були вже транспортовані на Східний фронт.

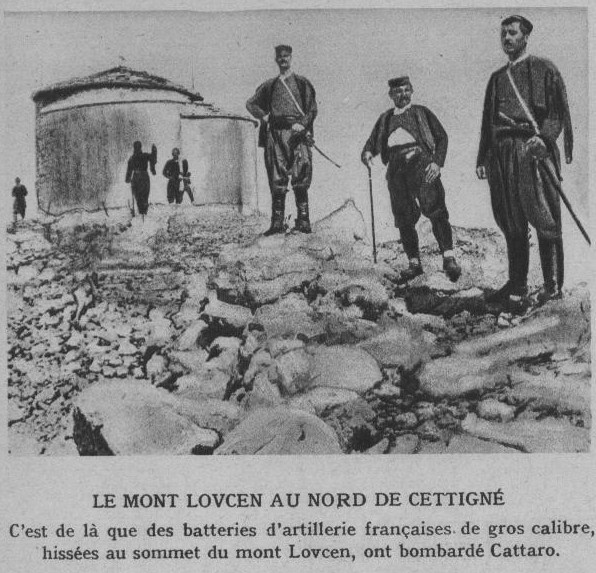
Чорногорські війська в битві за Ловчен. 1914

7 вересня 1914 року, після перегрупування своїх сил, австро-угорські війська розпочали черговий наступ із заходу, через річку Дрина, 5-ю армією з Мачва, і 6-ю далі на південь. Початкова атака 5-ї армії була відбита сербською 2-ю армією, австро-угорці втратили 4000 вояків, але сильнішій 6-й армії вдалося форсувати річку, відкинувши підрозділи сербської 3-ї армії і закріпитися. Спочатку контратака сербів вдалась, але, на далі, відбулися криваві чотириденні бої за пік Мачков Камень гори Ягодна, в яких обидві сторони зазнали величезних втрат у наступних лобових атаках і контратаках. Дві сербські дивізії втратили близько 11 000 осіб, Австро-Угорщина зазнала втрат, ймовірно, на тому ж рівні.
Воєвода Путник наказав окопатися на навколишніх пагорбах, наступна позиційна війна тривала півтора місяця, яка була вельми несприятлива для сербів, через брак зброї, обмундирування і набоїв. В артилерії австро-угорці мали повну перевагу, через артобстріли і з інших причин серби щодня втрачали 100 вояків.
Протягом першого тижня позиційної війни, Сербська Ужицька армія (одна посилена дивізія) і Чорногорська Санджакська армія (приблизно дивізія) провели невдалий наступ в Боснії. Крім того, обидві сторони провели декілька локальних атак, більшість з яких зазнали нищівної поразки.

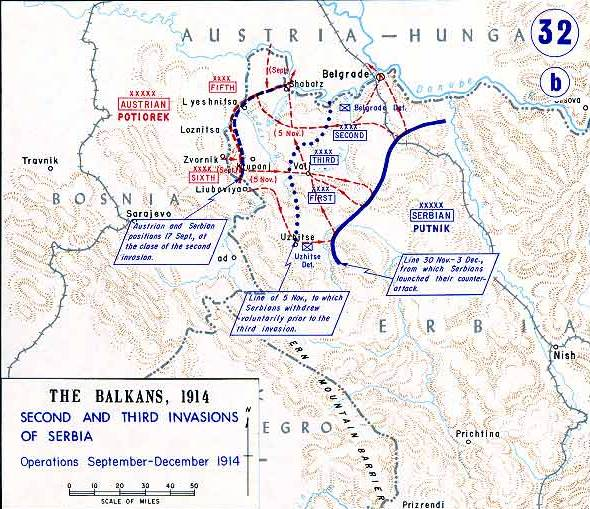
Другий та третій австро-угорські наступи в Сербії. 1914

Потім південна група австрійців протягом двох місяців (до 6 листопада) безуспішно намагалася скинути сербів з висот Гучево, а серби — відкинути австрійців за р. Дрину. Однак у сербів почав відчуватися брак артилерійських припасів, завдяки чому двом австро-угорським корпусам, які отримав підкріплення, вдалося опанувати сербські позиції на висотах Гучево і примусити їх до відступу.
Наслідком другого австро-угорського наступу, попри запеклому опору сербських військ, стало успішно подолання річки Дрини та створення потужних плацдармів на сербському берегу та згодом просування вперед. Сербська армія через загрозу охоплення і брак боєприпасів, рушниць, обмундирування (у сербській армії була гостра нестача взуття) почала відступ на нові оборонні рубежі, супроводжуючи свій відхід контратаками.

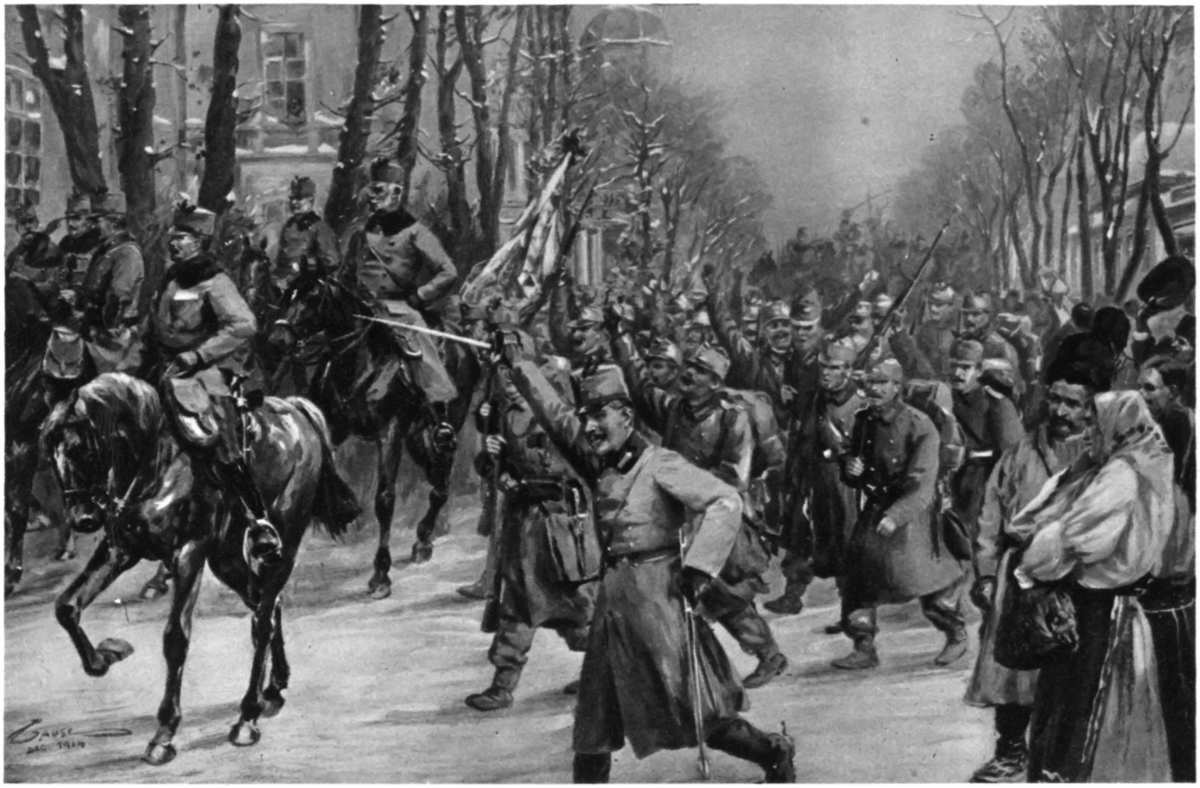
Австро-угорські війська вступають до Белграда. 2 грудня 1914 року

#### Третій австро-угорський наступ
5 листопада підрозділи австро-угорської армії втретє атакували позиції сербських військ з метою остаточно розгромити війська противника. 5-ій австрійській армії вдалося захопити Лазаревац і відтіснити 2-гу сербську армію. 24 листопада 6-та армія зуміла захопити стратегічну висоту — гору Мальєн. 25 листопада війська 5-ї армії відтіснили 2-гу і 3-тю сербські армії і, форсувавши річку Л'ег, вийшли у фланг 1-ій сербській армії.
З огляду на ситуацію, що склалася, генерал Живоїн Мишич ухвалив рішення відступити із займаних позицій і відвести сербські війська до міста Горні Мілановац, де провести перегрупування військ та зі свіжими силами розпочати контрнаступ. Спочатку план Ж.Мишича викликав невдоволення командувача сербської армією Радомира Путника, тому що для цього було необхідно залишити Белград. Однак незабаром план Ж. Мишича був прийнятий, і серби почали відступ.
В останніх числах листопада розгорнувся бій між р. Сава і верхів'ям р. Морава, причому XV австрійському корпусу вдалося опанувати масивом Сувобор, де тримали оборони частини 1-ї армії. Внаслідок сильного натиску противника на праве крило і центр сербське командування вирішило відтягнути назад правий фланг, через що сербські війська відступили з Белграда.
2 грудня 1914 року австрійські війська вступили у залишену сербами столицю королівства, вважаючи, що сербська армія вже нездатна до подальшого серйозного опору. Але на цей час серби отримали з Франції та Росії гармати, боєприпаси та військове майно. Це дозволило сербському командуванню знову перейти до активних дій, для чого було наказано командувачу 1-ї армією ген. Мишичу, який замінив генерала Бойовича, почати наступ — лівим флангом на Пожегу, а правим флангом і центром на масив Сувобор, яким було наказано оволодіти за будь-яку ціну. 2-га і 3-тя армії перебували в готовності підтримати цей маневр, так як при подальшому відступі серби позбавлялися Крагуєваца — свого важливого промислового центру, де знаходився єдиний арсенал.
Вранці 3 грудня Р. Путник дав наказ на початок контрнаступу, частини 1-ї армії перейшли в атаку на масив Сувобор і застали зненацька австрійські частини, які не очікували з боку сербів будь-яких активних дій. Тут австрійські війська три дні стримували наступаючих, проте 5 грудня почали відхід. Коли успіх 1-ї армії був забезпечений, у бій вступили свіжі частини 2-ї та 3-ї армій. У результаті успішного контрнаступу австрійці були вибиті на позицію на південь від Белграда, проте 13 грудня і звідти вони були вибиті і відкинуті на територію Австро-Угорщини.
15 грудня сербські війська знову вступили в Белград, територія країни була очищена від австрійських військ. Однак розвинути успіх і організувати переслідування австрійських військ сербському командуванню не вдалося. Сербські війська призупинилися на рубежах річок Сави і Дрини.
Сербська армія в цих боях втратила 22 000 осіб вбитими і 19 000 полоненими. Австро-угорська армія також зазнала важких втрат: 28 000 осіб лічилися вбитими, 46 000 полоненими, три прапори, 126 гармат, 70 кулеметів, 2000 коней й інше військове майно було втрачене.

#### Підсумки кампанії 1914 року
Кампанія 1914 року на Балканському фронті не виявила вочевидь переможця на цьому театрі воєнних дій. Австро-угорське командування, провівши три наступальні операції, урешті-решт зазнало поразки та остаточно відмовилося від активних дій на сербському напрямку. Ситуація стала патовою і обидві сторони перейшли до позиційної оборони практично по вихідних рубежах, які були до початку збройного протистояння.
Сербська армія по-суті здобула перемогу, але дісталася вона їй важкою ціною. Армія Королівства за 1914 рік втратила 132 000 осіб, на початок 1915 року в її лавах лишалося не більше 100 000 вояків. Гостро відчувалася нестача боєприпасів, продовольства, медикаментів, обмундирування, серед солдатів почалася епідемія тифу.
Чорногорська армія налічувала 50 000 осіб, але в кампанії 1914 року вела незначні активні бойові дії проти австрійських військ.
Австро-угорські війська зазнали важких втрат на Балканському фронті в цій кампанії, втративши 7600 офіцерів і 274 000 солдатів. Генерал Людендорф у своїх спогадах пізніше зазначав:
«У Сербії австро-угорські війська були розбиті і вже не були повноцінним бойовим інструментом».
Поразка Австро-Угорщини в кампанії 1914 року завдала серйозного удару по планах Австро-Угорської та Німецької імперій, які не змогли встановити прямий зв'язок з Османською імперією, яка вступила у війну на їхньому боці. Генерала О. Потіорек  відправили у відставку, командувачем австрійськими військами на Балканах став ерцгерцог Ойген. Австро-угорці перекинули війська з Балканського фронту на Східний, в Карпати, залишивши проти сербської армії всього лише два корпуси.
Отже, війна на Балканах в перший її період велася лише між двома державами і не дала країнам Четвертного Союзу очікуваних результатів, тому вони вирішили перейти в 1915 року до більш широких і рішучих операцій на Балканах із залученням на цей театр німецьких військ і Збройних сил Болгарії. Однак активні воєнні дії проти Сербії поновилися тільки з осені 1915 року.

### Кампанія 1915 року
На початок 1915 року лінія фронту між австро-угорськими та сербсько-чорногорськими військами стабілізувалася і на Балканському фронті встановилося тимчасове затишшя. Сербська армія потерпала від браку найнеобхіднішого, на фронті вирував тиф, понад 48 000 сербських військових перебувало в шпиталях через захворювання. Лише на початок літа 1915 року сербському командуванню, багато в чому завдяки підтримці союзників — Франції, Британської та Російської імперій, вдається відновити боєздатність свого війська та створити 200 000 армію.
Але у травні 1915 року німецько-австрійсько-угорські війська прорвали на горлицьому напрямку фронт оборони Російської імператорської армії, оточили її і в Царстві Польському знищити основні сили. Східний фронт рухнув і російська армія розпочала Великий відступ з Польщі та Галичини. У відчаю російське командування звернулося до сербської сторони з проханням організувати наступ, щоб відтягнути частину австро-угорських корпусів з Галичини. Однак, командувач сербської армії Радомир Путник відповів, що сербська армія не має достатніх сил і засобів і не готова для проведення наступу.
З огляду на успіх на Східному фронті Центральні держави ухвалили рішення остаточно розгромити Сербію і Чорногорію для того, щоб встановити зв'язок Османської імперії з іншими членами Четвертного союзу.

#### Підготовка Центральних країн до наступу
Користуючись повільністю дипломатії Антанти та коливанням її керівників стосовно балканських держав, що залишалися до того часу нейтральними (Греція, Румунія, Болгарія та Албанія), Берлін вів активну роботу щодо примирення двох непримиренних до того часу ворогів — Болгарії і Туреччини. З липня 1915 року в Софії було розпочато переговори про приєднання Болгарії до Центральних держав, причому 6 вересня 1915 року Болгарія уклала з ними військову конвенцію. Мотивом, що спонукав Болгарію укласти угоду, було прагнення отримати області Сербії і Румунії, населення болгарами, а також частини території Туреччини на захід від р. Мариці. Крім того, Болгарія, після успіхів німців в середині 1915 року на Східному фронті і в особливості після захоплення ними в серпні того ж року фортеці Ковно, була впевнена в кінцевому успіху Центральних держав. Крім цього турки успішно оборонялися у Дарданелльській операції, а франко-британські війська не могли прорвати німецький фронт на Західному фронті.
Відповідно до зазначеної конвенції, Німеччина і Австро-Угорщина, кожна з шістьма піхотними дивізіями, протягом 30 днів, і Болгарія, принаймні з чотирма дивізіями, протягом 35 днів повинні були бути готові до дій на кордоні Сербії. Загальне керівництво над усім угрупованням на театрі воєнних дій перебирав на себе німецький генерал А. фон Макензен.
Протягом літа та вересня 1915 року Центральні держави зосередили 14 австро-німецьких і 6 болгарських дивізій на сербському напрямку. Причому австро-німецьке командування зосередило:
- 11-ту німецьку армію (командувач генерал М. фон Гальвиц; 7 піхотних дивізій), яка була посилена важкою артилерією.
- 3-тю австрійську армію (командувач генерал Г. фон Кьовессгаза; 3 австро-угорські і 4 німецькі піхотні дивізії).
- 19-й австро-угорський корпус (протистояв чорногорській армії).

Всього австро-німецькі війська налічували близько 330 000 осіб.

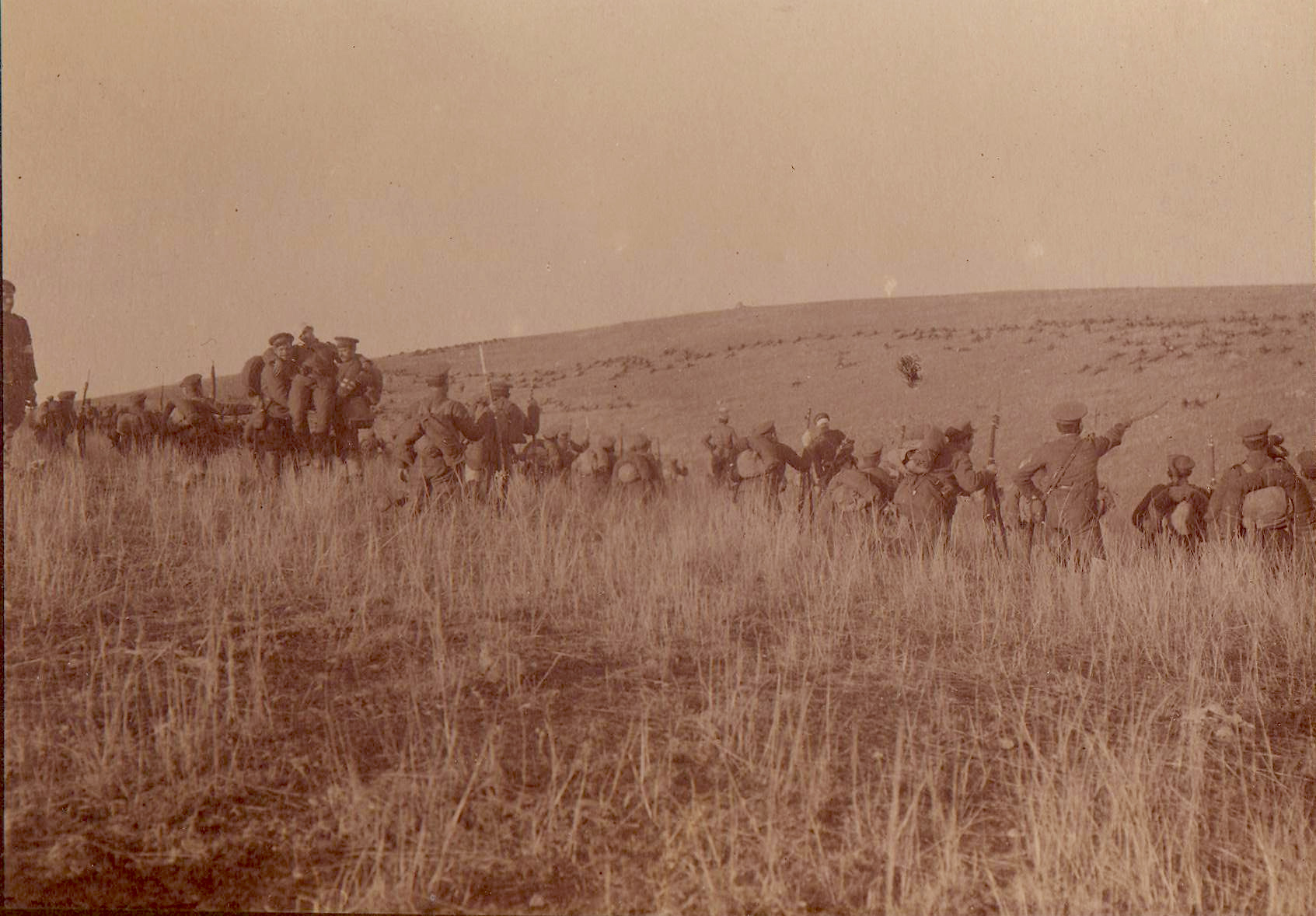
Болгарські війська перед початком наступу. 1915

Одночасно болгарське командування розгорнуло для дій проти Сербії дві армії:
- 1-ша армія (командувач генерал К. Бояджиєв; 4 піхотні дивізії)
- 2-га армія (командувач генерал Г. Тодоров; 2 піхотні і 1 кавалерійська дивізії).

6-та болгарська піхотна дивізія перебувала в районі Кулі, 5-та і 8-ма піхотні дивізії розгорталися в районі Белоградчик, а 1-ша піхотна дивізія займала позиції на північний захід від Софії. Підрозділи 1-ї армії повинні були наступати на Пірот і Ниш з метою розгрому 2-ї сербської армії. 2-га болгарська армія (3-тя, 7-ма піхотні дивізії і 1-ша кавалерійська дивізія) мала завдання наступати в долині річки Вардар і перерізати зв'язок сербської армії з експедиційним корпусом Антанти, що зосереджувався в Салоніках.

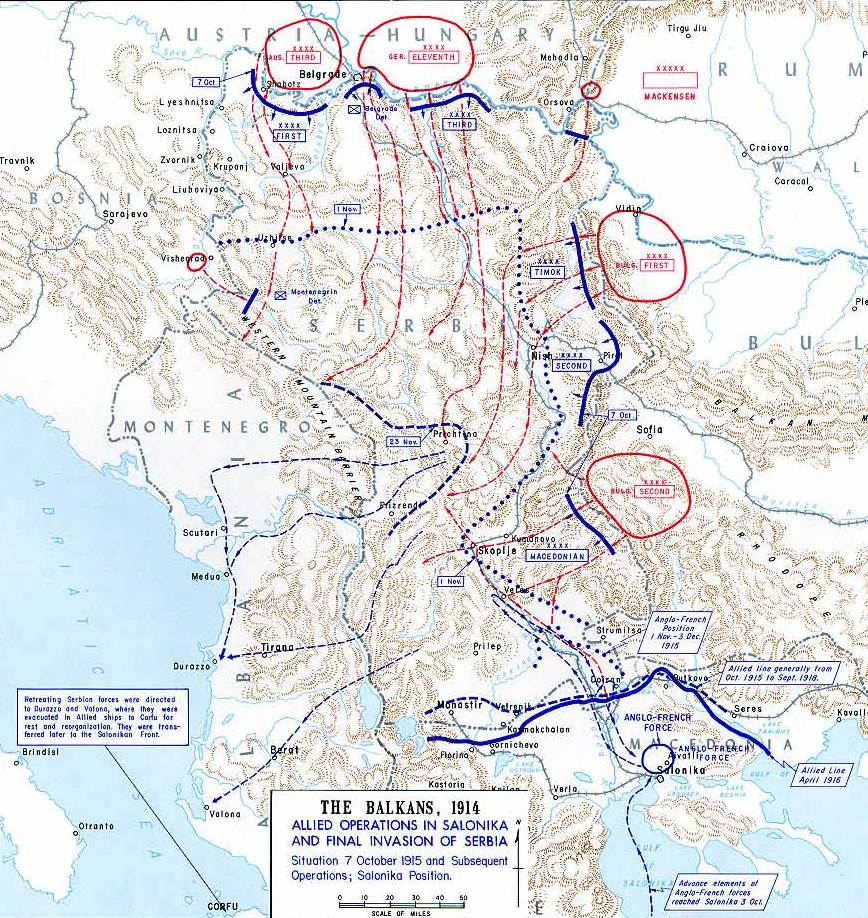
Кампанія 1915 року на Балканах

У свою чергу армії Антанти могли виставити проти противника близько 400 000 осіб. Зокрема сербська армія мала 12 дивізій, в її лавах перебувало близько 200 000 чоловік, 678 гармат.
- 1-ша армія (командувач генерал Ж. Мишич; перебувала в низов'ях Дрини і Сави);
- 2-га армія (командувач генерал С. Степанович; прикривала кордон з Болгарією);
- 3-тя армія (командувач генерал Юрішич-Штурм; займала позиції по південному березі Дунаю).

Чорногорська армія мала чисельність близько 50 000 чоловік і 135 гармат. Чисельність союзницького експедиційного корпусу планувалося мати на 23 жовтня близько 150 000 військових, але до початку масштабного австро-німецько-болгарського наступу він перебував у стадії зосередження в грецькому порту та навколишніх районах.

#### Австро-німецький наступ
Опівдні 6 жовтня 1915 року почалася потужна артилерійська підготовка наступу. Вогнем важких гармат руйнувалися окопи, загородження, опорні пункти сербів у районі переправ. Одночасно було проведене бомбардування Белграда, яке коштувала життя 5 000 жителів міста.
7 жовтня на світанку під прикриттям вогню артилерії війська генерала А.фон Макензена розпочали переправу через річки Сава і Дунай на широкому фронті між Шабаць і Рама. Незважаючи на втрати в людях і переправних засобах, австро-германці до 9 жовтня форсували річки і зайняли Белград. Серби мужньо відстоювали свої позиції. Переправа замість одного дня за планом затягнулася на три дні, а просування австро-германців в перші десять днів (9—18 жовтня) не перевищувало 1—1,5 км на добу. За цей час, втративши до 10 тис. осіб тільки убитими, 3-тя і 11-та армії зайняли плацдарм глибиною не більше 10—15 км. Для розширення плацдарму доводилося підтягувати важку артилерію і резерви, здійснювати перегрупування сил і засобів.
З 8 жовтня командувач сербською армією воєвода Путник змушений був перекидати сили зі східної на північну ділянку фронту і вводити їх у бій, щоб припинити наступ австро-германців.

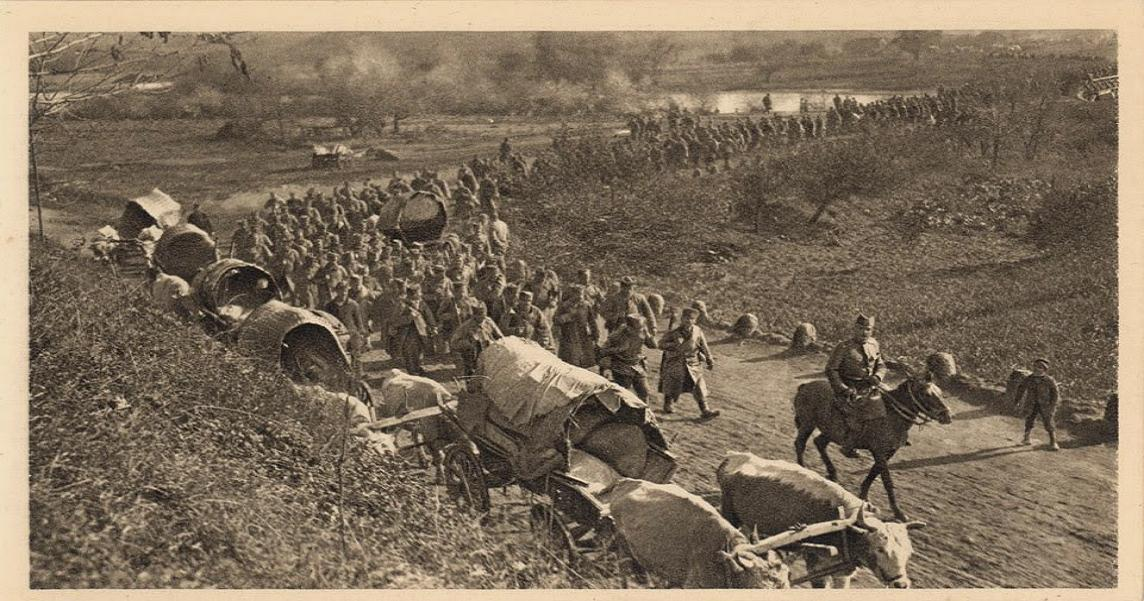
Сербська армія відступає Моравською долиною. 1915

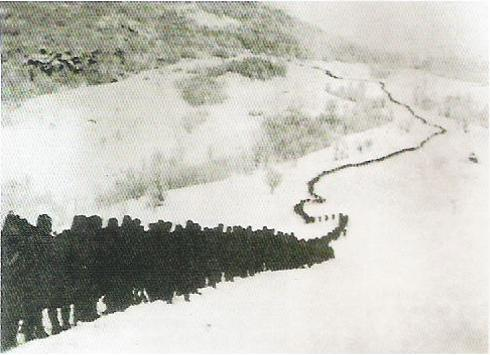
Сербські війська з мирним населенням відходять через гори до Албанії. Зима 1915—1916

#### Болгарський наступ
15 жовтня в наступ перейшли болгарські армії загальною чисельністю до 300 тис. осіб. Сербські війська чинили затятий опір 1-й армії генерала К.Бояджиєва, але 2-га болгарська армія генерала Тодорова досить швидко просунулася до р. Вардар. 22 жовтня її передовий загін зайняв залізничну станцію Вранє, а потім і 100-кілометрову ділянку дороги Вранє — Ускюб, перервавши телеграфний і залізничний зв'язок сербської армії з союзним експедиційним корпусом у Салоніках.

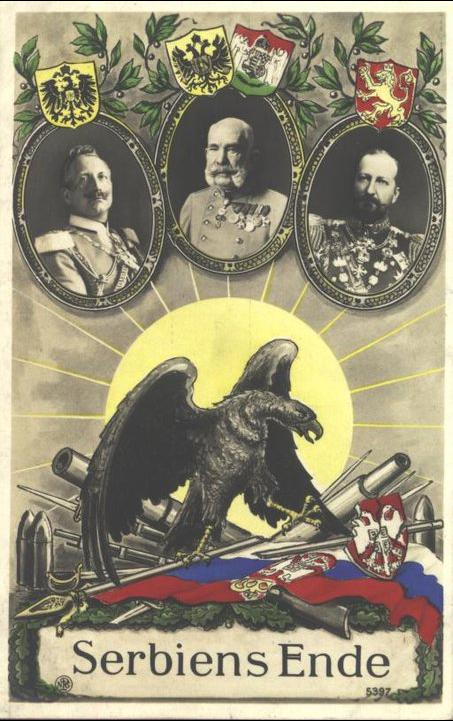
Поштова листівка, присвячена перемозі Центральних держав над Сербією в кампанії 1915 року

Положення сербської армії різко загострилося, виникла загроза оточення її головних сил. Під ударами з двох напрямків сил противника, що значно переважали їх, та через загрозу повного оточення, сербська армія з боями відходила в південно-західному напрямку в Чорногорію і Албанію, також відступала і чорногорська армія. Австро-німецькі дивізії постійно переслідували відступаючих. Сербські війська іноді проводили контратаки і затримували їх просування.
10 листопада 11-та німецька армія зайняла Ниш, де з'єдналася з 1-ю болгарською армією. Завзяті атаки 2-ї болгарської армії, посиленої ще однією дивізією, проти сербів у Качаніка і Бабуна і проти англо-французів у Криволака в період з 6 до 15 листопада були відбиті. Це затримало наступ армії Тодорова, що охоплював, і дало можливість сербам відійти на Прилеп і Монастир. Ар'єргардні бої сербської армії під тиском переважаючих сил противника продовжувалися до кінця листопада.
1 грудня в боях у районі Призрена сербська армія була розбита болгарськими військами, зазнавши важких втрат. Велике число сербів потрапило до полону. Також сербські загони, які вступали в бойові зіткнення з підрозділами 3-ї і 11-ї армій австро-німецьких військ, несли важкі втрати. У підсумку після цих боїв сербські сили були повністю витіснені з території Сербії.
Відступ сербської армії зі значною частиною населення країни, що йшов разом з армією до Албанії, проходив через важкопрохідні гори, в важких умовах зими, бездоріжжя і брак в'ючного транспорту. Сербські солдати і біженці несли на собі зброю, боєприпаси, продовольство, хворих і поранених. Польова артилерія і обози були кинуті або знищені. Втрати армії при відході досягли 55 тис. військових. Решта війська чисельністю до 150 тис. осіб вийшли до адріатичного узбережжя в районі Дуррес та Сен-Джовані-де-Медуа, звідки на початку січня 1916 року були евакуйовані союзниками на острів Корфу і в Бізерту.

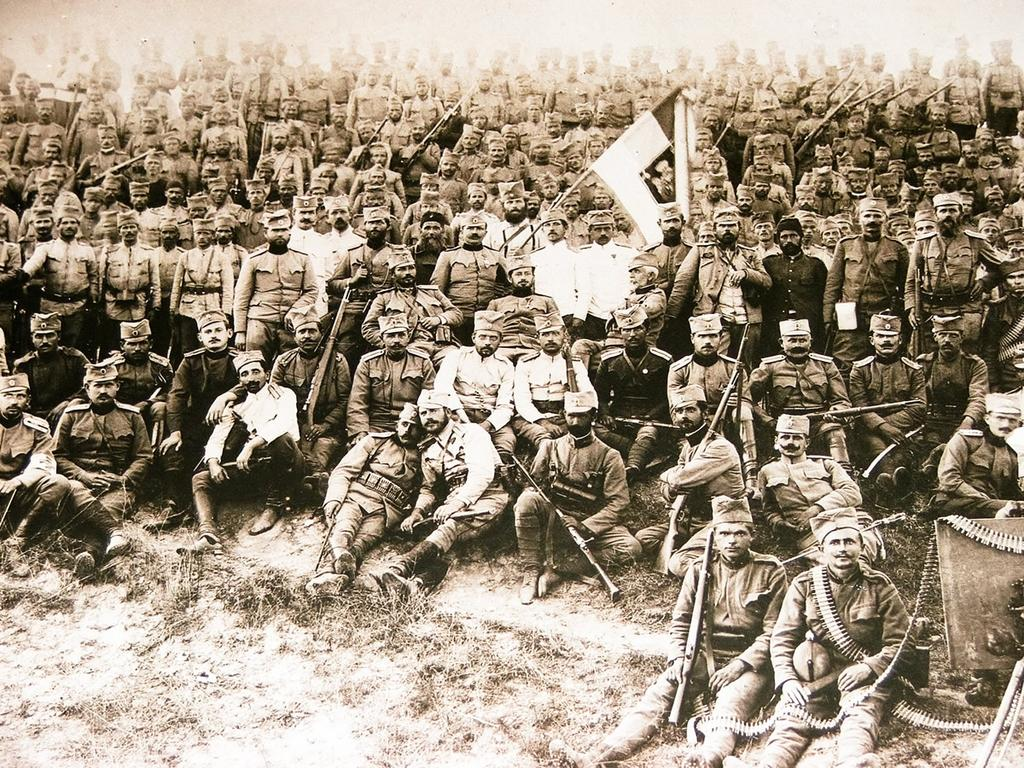
Сербська армія на острові Корфу

#### Підсумки кампанії 1915 року
Нищівний розгром сербської армії та окупація Королівства Сербія принесли блоку Центральних держав великий політичний і військовий виграш. Німеччина домоглася встановлення прямого залізничного сполучення з Туреччиною і широкого використання її стратегічних ресурсів. Встановлювався суцільний фронт Центральних держав від Балтійського до Середземного моря. Південний фланг Австро-Угорщини міцно забезпечувався від удару з півдня. Звільнені з Балканського фронту дивізії вона могла спрямувати проти Росії й Італії.
Однак Австро-Угорщина та Німеччина не вирішили головного завдання кампанії — оточення і знищення сербської армії. До травня 1916 року рештки сербської армії увійшли до складу експедиційного корпусу в Салоніках і згодом взяли участь у визволенні своєї батьківщини. Австро-німецьке командування не наважився перейти кордони Греції і порушити її нейтралітет.

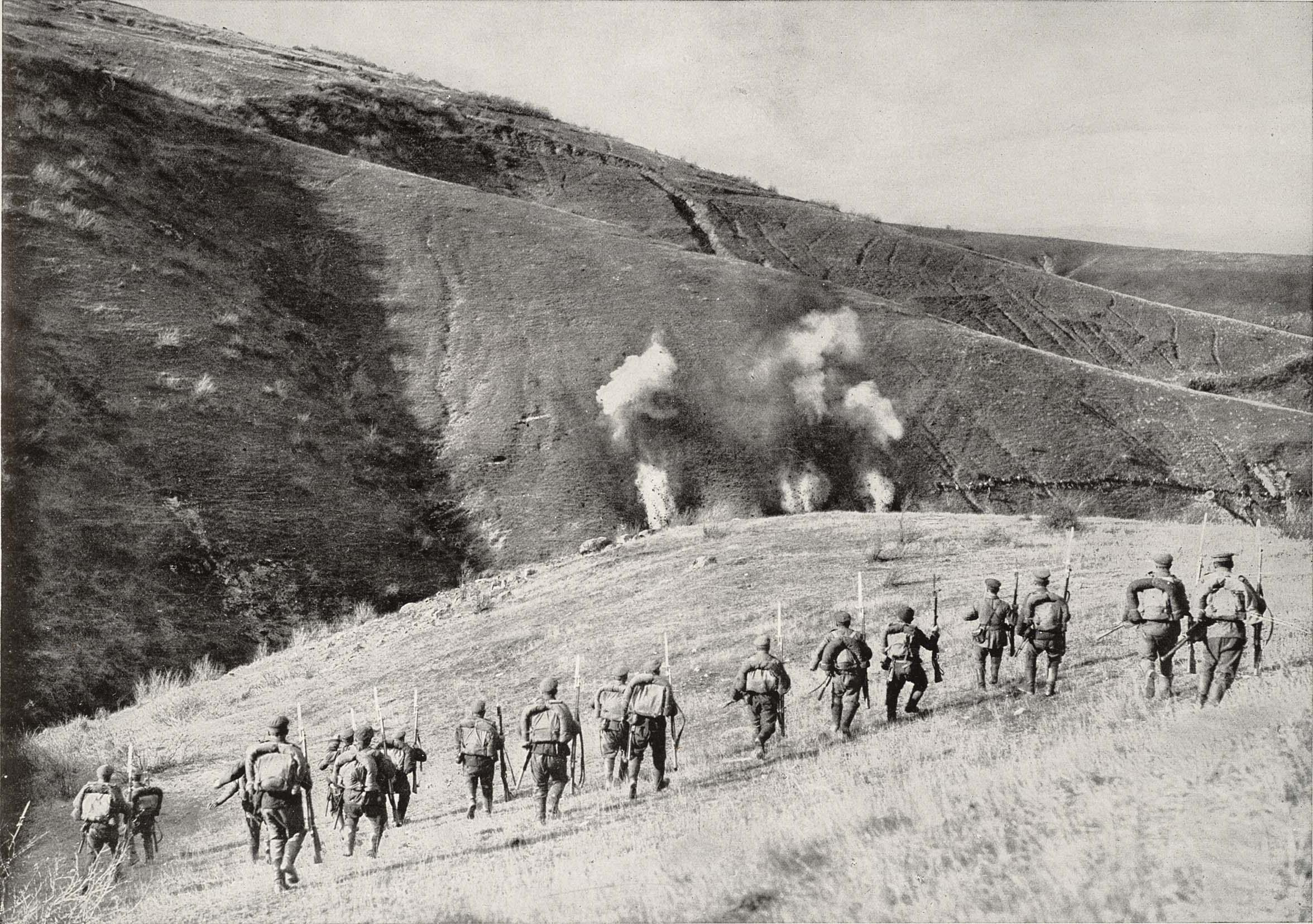
Болгарська піхота наступає в боях під Монастирем. 1916

До кінця 1915 1-ша і 2-га болгарські армії посилені німецькими частинами розташовувалися на греко-сербському кордоні від Охридського озера через район Монастиря до фронту Струмица, Еникьой, Петрич, Неврокоп. 11-та німецька армія у складі двох німецьких і півтори болгарських піхотних дивізій розташовувалася поблизу грецького кордону від Нотьі до Белаш-Планіни, на північ від озера Дойран. Позаду 11-ї армії, в резерві в районі Велеса і Іштиба, розташовувався німецький альпійський корпус. Решта німецьких частин, які брали участь у поході на Сербію, або були розташовані на відпочинку в Південній Угорщині або ж були перекинуті на Західний фронт.

### Кампанія 1916 року

#### Розгром Чорногорії
8 січня 1916 року австро-угорська армія розпочала наступ на Чорногорію. І хоча чорногорці завдали поразки противникові в бою при Мойковаці, урешті-решт з чорногорською армією було покінчено за два дні. 10 січня австрійці за підтримки вогню корабельної артилерії свого лінійного флоту заволоділи позицією на горі Ловчен (на північний захід від Цетинє), яка панує над їхнім портом Катарро, а 14 січня зайняли столицю Чорногорії Цетинє. Наступного дня чорногорський уряд принципово готовий був прийняти капітуляцію. Але під тиском Франції між Австро-Угорщиною і Чорногорією стався розрив переговорів. 19 січня чорногорський король Нікола I Петрович вирушив через Сен-Джовані-де-Медуа до Італії, а звідти до Франції, віддавши наказ про демобілізацію армії. Частина чорногорської армії розійшлася по домах, частина — була притиснута до моря і капітулювала.
Тепер така ж доля стала загрожувати і залишкам сербської армії. Тепер сербам загрожували не тільки болгарська і австро-угорська армії, але і австрійський флот, який мав найближчу базу в Каттаро, а також їхня авіація, яка проводила регулярні нальоти на порти, через які доставлялося продовольство для сербської армії. Сербська армія могла бути австрійцями і болгарами притиснута до Адріатичного моря і знищена, а їх транспорти з продовольством, які посилали країни Антанти, могли бути потоплені кораблями Центральних держав.

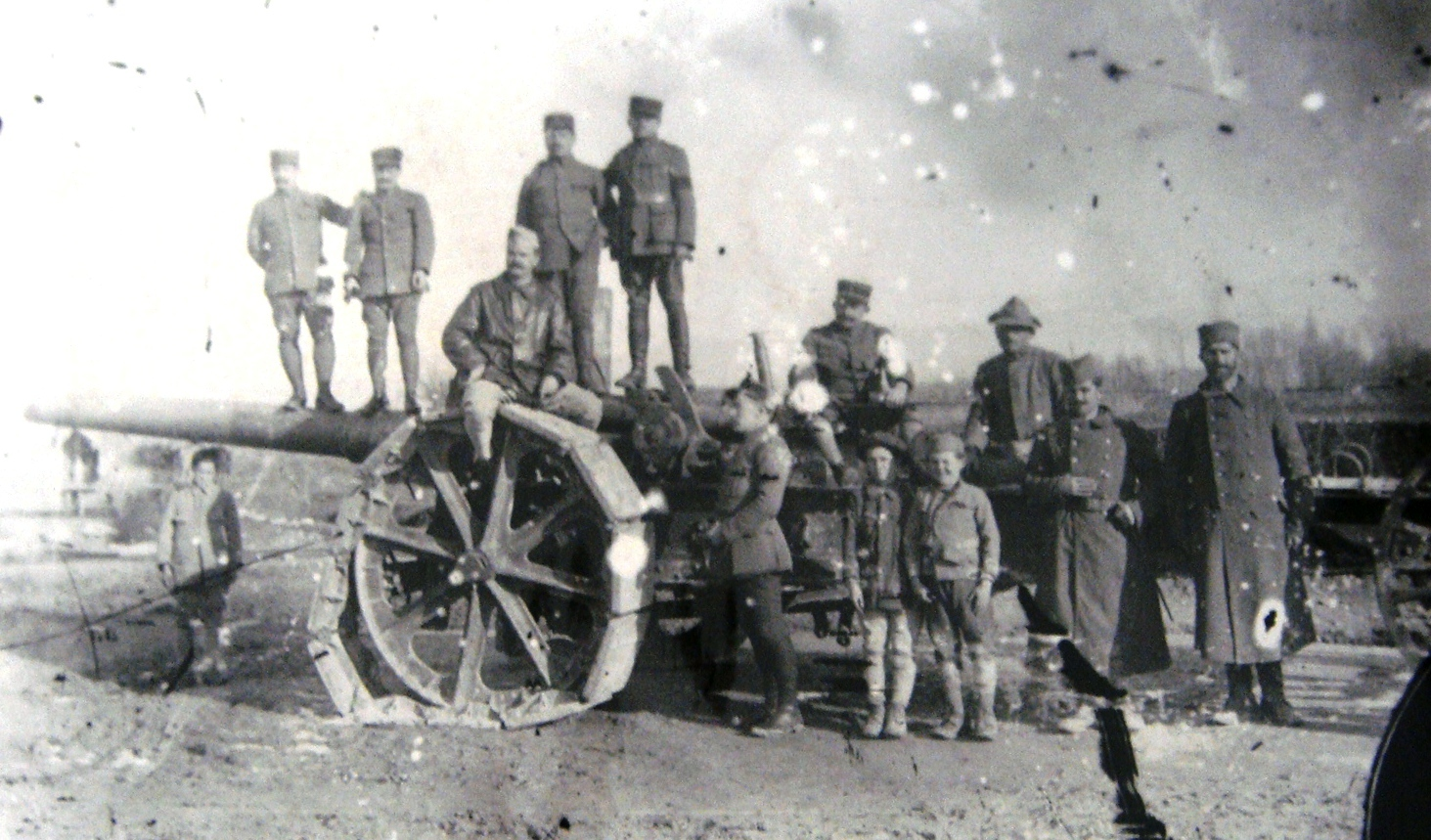
Французькі і сербські солдати на трофейній німецькій гарматі 15 cm L/40 Feldkanone i.R. 1916

#### Салонікський фронт
Після розгрому австро-німецько-болгарськими силами сербської армії в кампанії 1915 року й евакуації її на острів Корфу єдиною активною силою Антанти залишалися війська, що розташовувалися в районі Салонік.
5 жовтня 1915 року за згодою грецького уряду почалася висадка союзних військ. Протягом двох місяців було висаджено вісім піхотних дивізій (три французькі і п'ять британських) загальною чисельністю в 150 тис. осіб, які й утворили Салонікський фронт. З 14 жовтня 1915 року експедиційний корпус висунув свої частини до Криволак і далі, прикриваючи ділянку залізниці Салоніки — Белград.

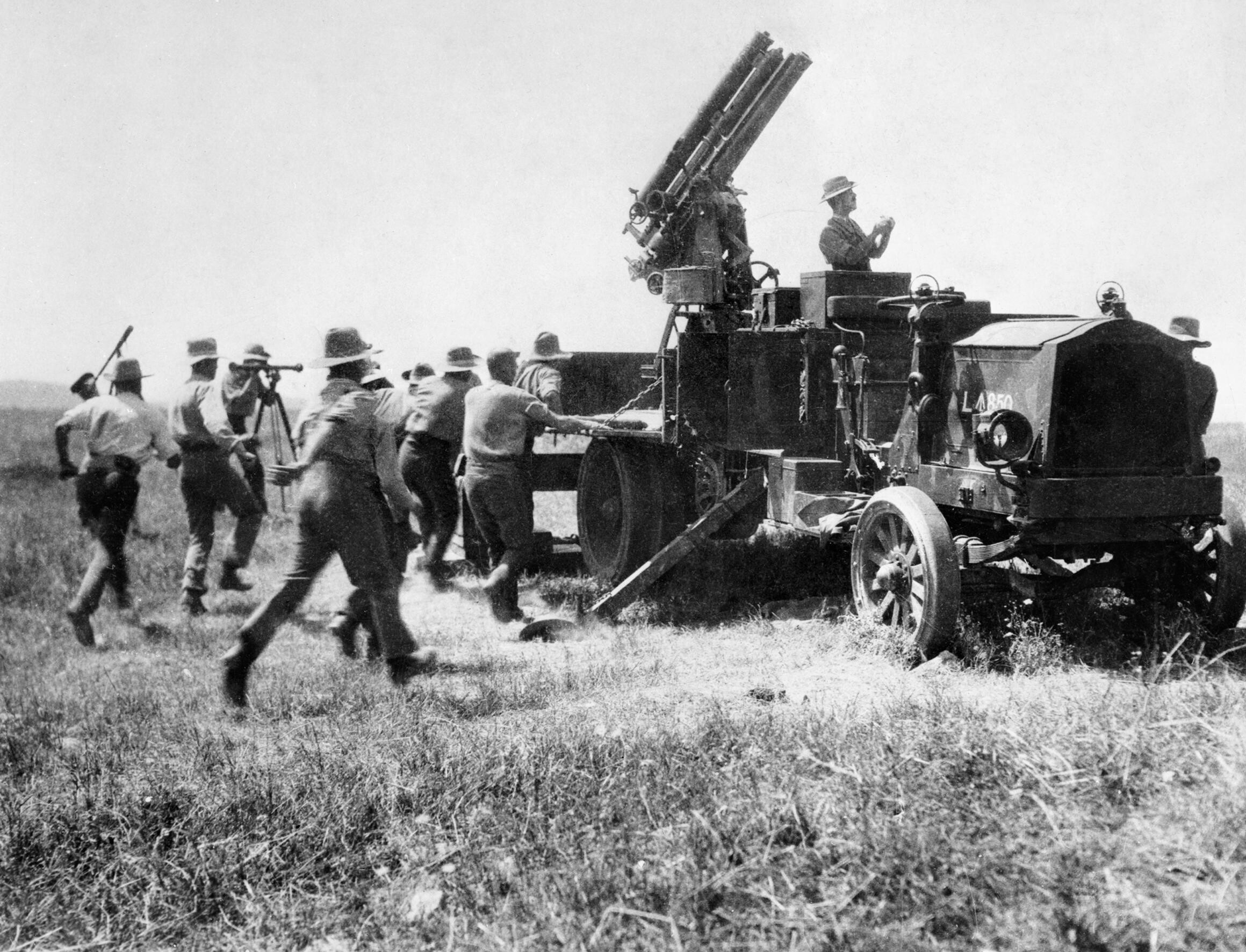
Британські зенітники з 76-мм зенітною гарматою QF 13 на імпровізованому шасі вантажівки Packard готуються до відбиття повітряного нападу. Салонікський фронт. 1916

Однак, з 6 грудня, не надавши ніякої допомоги стікаючій кров'ю сербській армії, під тиском чотирьох болгарських дивізій, експедиційний корпус почав відхід і до 11 грудня відійшов на укріплену позицію в районі Салонік, втративши 6 000 військових. Болгарські війська, згідно з побажаннями німецького командування, зупинилися на сербсько-грецькому кордоні, не переходячи його, щоб не дати привід Греції вступити у війну на боці Антанти.

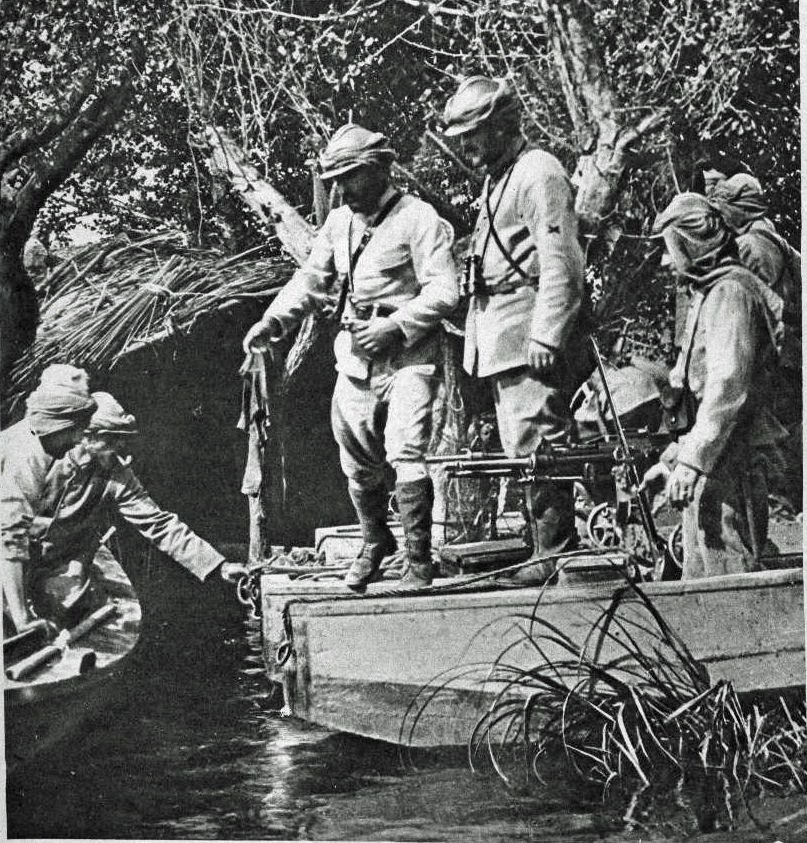
Французькі солдати на Салонікському фронті. 1916

#### Дойранська епопея
У квітні-травні на Халкідонський півострів прибула сербська армія у складі шести піхотних і однієї кавалерійської дивізій загальною чисельністю в 130 тис. осіб. Однак сербська армія ще не була готова до активних дій. Вона не була переозброєна сучасною зброєю, не була забезпечена достатньою кількістю артилерії, боєприпасів, техніки, не завершився процес бойової підготовки та злагодження підрозділів та частин сербської армії. Разом із сербами сили союзників на Балканах досягли 300 тис. осіб. Італійці також довели свій експедиційний корпус до чотирьох піхотних дивізій (близько 100 тис. військових).
За умовами договору з Румунським королівством, за яким вона повинна була вступити у війну на боці Антанти, союзники запланували в серпні 1916 року наступ російсько-румунських військ на південь від Дунаю, а Салонікської армії (5 британських, 4 французьких, 6 сербських, 1 італійська піхотні дивізії і 1 російська піхотна бригада) — у напрямку річки Вардар і Струма.
9 серпня 1916 року після потужної артилерійської підготовки розпочався наступ союзних військ, англо-французькі дивізії здійснили спробу атакувати болгарські позиції, однак після важкого бою були змушені відступити. Незабаром союзники провели ще 4 атаки (10, 15, 16 і 18 серпня) на позиції болгарської армії поблизу озера Дойран, проте всі спроби прорвати фронт провалилися. Болгарські війська стійко оборонялися, а союзні війська, зазнавши важких втрат, урешті-решт зупинилися на попередніх позиціях та рубежах.
17 серпня, в день укладення угоди з Королівством Румунія, болгари самі перейшли в наступ на армії генерала М.Саррая, завдавши ударів одночасно по обох слабких флангах союзників у районі Дойран і в Західній Македонії. Швидкому наступу болгар сприяло збереження нейтралітету Грецією. В цей час в країні спалахнула відкрита конфронтація між політичним табором роялістів, прихильників короля Костянтина І, і лібералів, прихильників прем'єр-міністра Е. Венізелоса. Останні виступали за необхідність негайного вступу Королівства Греція у війну, король навпаки бажав якомога довше зберігати за Грецією нейтралітет. Зрештою політична боротьба обернулась Національним розколом для Королівства Греція.
У момент прибуття військ генерала Дітеріхса на Салонікський фронт невдало вступило у війну Румунське королівство, яке зазнало низку нищівних поразок. Військам Салонікського фронту довелося терміново рятувати нового «союзника», і Верховний командувач міжсоюзницькими військами генерал М.Саррай кинув 2-у особливу бригаду на ліквідацію прориву болгар, які зуміли випередити наступ всього Салонікського фронту на підтримку Королівству Румунія.
На фракійському узбережжі болгари утвердилися на східному березі річки Струми і зайняли грецькі міста Серрес і Драму, а 24 серпня зайняли порт Кавала, вийшовши на узбережжі Егейського моря. Французька республіка здачу Кавали розцінила як зрадництво з боку грецького уряду і союзному флоту довелося вибивати болгарський загін з порту Кавали за допомогою артилерії.
Незабаром став очевидним характер демонстрації болгарського наступу на цьому напрямі, і що основний удар болгарами завдається в напрямку на Монастир-Острово, проти сербської армії. 1-ша болгарська армія атакувала ліве крило 3-ї сербської армії і відкинула сербів до Костура від Лерін, а лівий фланг Дунайської дивізії до Островського озера. Сербам довелося залишити Флорину, Баницю, а 23 серпня болгари захопили лінію висот у районі Моглени. В результаті болгарам вдалося охопити з двох сторін угруповання союзних військ.
Такий стан турбував Саррая, який зібрав 20 серпня у себе всіх старших воєначальників союзних контингентів. На нараді обговорювалося питання про термінове зосередження всіх сил на напрямку болгарських ударів і перехід самим у наступ на західному, сербському напрямку.
На загрозливу ділянку сербське командування перекинуло Вардарську дивізію і 1-шу Тімокську бригаду зі складу 2-ї армії. На лівому фланзі, на південь від озера Острово, Саррай хотів створити сильну групу у складі 2-х французьких дивізій і російської 2-ю особливої бригади під загальним командуванням командувача французької Східної армії генерала В. Кордоньєра. У завдання цього угруповання входило обійти правий фланг болгар, наступаючи вздовж хребта Баба Нарецка на Флорину і Монастир.

#### Монастирська операція
12 вересня 1916 року сербсько-французькі частини відтіснили підрозділи 8-ї болгарської піхотної дивізії і зайняли Горнічево. 23 вересня французи відбили у болгар Флорину, захопивши кілька болгарських гармат. У високогірних районах, на горі Каймакчалан, відбувалася битва між 1-ю бригадою 3-ї болгарської піхотної дивізії і Дринською дивізією сербської армії. Завзяті атаки сербів болгари відбивали за допомогою артилерії, яка завдала сербським військам важких втрат. Після запеклих боїв, в результаті яких пік кілька разів переходив з рук в руки, до 30 вересня сербським військам все ж вдалося захопити гору. Однак сербська армія зазнала важких втрат, втративши тільки убитими 5 000 солдатів і офіцерів.
До 3 жовтня союзники відтіснили болгар до кордону, з якого вони почали наступ 17 серпня. На цей час армія Саррайля розтягнулася на широкому фронті в 250 км від гирла річки Струми, через район оз. Дойран до оз. Пресба, усюди перебуваючи в зіткненні з болгаро-німецькими військами. Чисельність військ Салонікського фронту до 15 жовтня вже становила 413 тис. осіб, з яких 313 тис. бойового складу, і 1 106 гармат.
З листопада 1916 року експедиційні війська союзників за підтримки сербських дивізій продовжували наступ у напрямку на Монастир. 19 листопада 1-ша сербська армія за підтримки російських і французьких військ оволоділа Монастирем, важливим вузлом шляхів у гірській місцевості Сербської Македонії.
Проте їхні дії викликали перегрупування болгарських військ, а також посилення їх в районі Монастира німецькими частинами з румунського фронту і цілим турецьким корпусом, який прибув до району річки Струми. В листопаді сили Антанти на Салонікському фронті мали 18 піхотних дивізій (5 французьких, 5 британських, 6 сербських, 1 російську і 1 італійську). Їм протистояли 11 піхотних дивізій противника (8 болгарських, 2 німецьких і 1 турецька). Італійці в Албанії мали три піхотні дивізії проти двох піхотних дивізій Австро-Угорщини.
11 грудня головнокомандувач французької армії генерал Ж. Жоффр призупинив подальші наступальні дії експедиційних сил на Балканах через незначні здобутки та безперспективність подальших дій.
Війська фронту, що розтягнувся на 350 км, втратили з серпня 47 тис. осіб убитими і пораненими, в тому числі 13 786 французів, 27 337 сербів, 4580 британців та кілька сотень італійців. Росіяни втратили пораненими 1116 осіб, крім того, було 863 хворих. До 80 тис. військових з військ Салонікського фронту померло або через хворобу були евакуйовані. Загалом війська Антанти на Балканах втратили 130 тис. осіб, або до 30 % всього бойового складу.

#### Підсумки кампанії 1916 року
Кампанія 1916 року на Салонікському фронті закінчилася практично безрезультатно для протиборчих сторін. Антанта не досягнула головної мети — вивести Болгарію з війни. Водночас через зосередження на Салонікському фронті англо-франко-італійського контингенту з сербськими та російськими формуваннями змушували Четверний Союз утримувати на лінії протистояння значних сил. В основному це були болгарські дивізії, посилені декількома німецькими батальйонами.
Водночас на Салонікському фронті держави Антанти провели ряд акцій проти Греції, що включали і порушення її суверенітету. 6 липня 1916 року Антанта оголосила морську блокаду Греції і зажадала демобілізації грецької армії, в якій існували потужні про-німецькі настрої. 2 вересня 1916 року Англія і Франція, не довіряючи грецькому уряду, пред'явили йому нові вимоги, підкріплені прибуттям в Саламис союзної ескадри і висадкою десанту. Ці вимоги були цілком прийняті грецьким урядом. Однак це все ще не задовольняло Антанту, і в Салоніках було утворено «тимчасовий уряд» з прихильників Е.Венізелоса. Поступово Антанта стала фактичним господарем становища в Греції.
До кінця 1916 року Салонікський фронт став безперервним і простягався від гирла річки Струми, по західному березі оз. Тахіно на Демир-Хисар, Петрич, Дойран, Гевгелія, Монастир, оз. Охрид і до кордону Албанії. Обидві сторони закріплювалися на зайнятих позиціях, призупинивши свої операцій.

### Кампанія 1917 року
15 листопада 1916 року на конференції в Шантійї керівники Антанти запланували проведення на Салонікському фронті рішучого наступу силами східних армій, що налічували до лютого 1917 року вже 23 піхотні дивізії (близько 500 тис. чол.). У березні до них мали приєднатися ще дві піхотні грецькі дивізії. Метою стратегічного наступу визначалося за сприяння російсько-румунських армій розгромити та вивести Болгарію з війни.

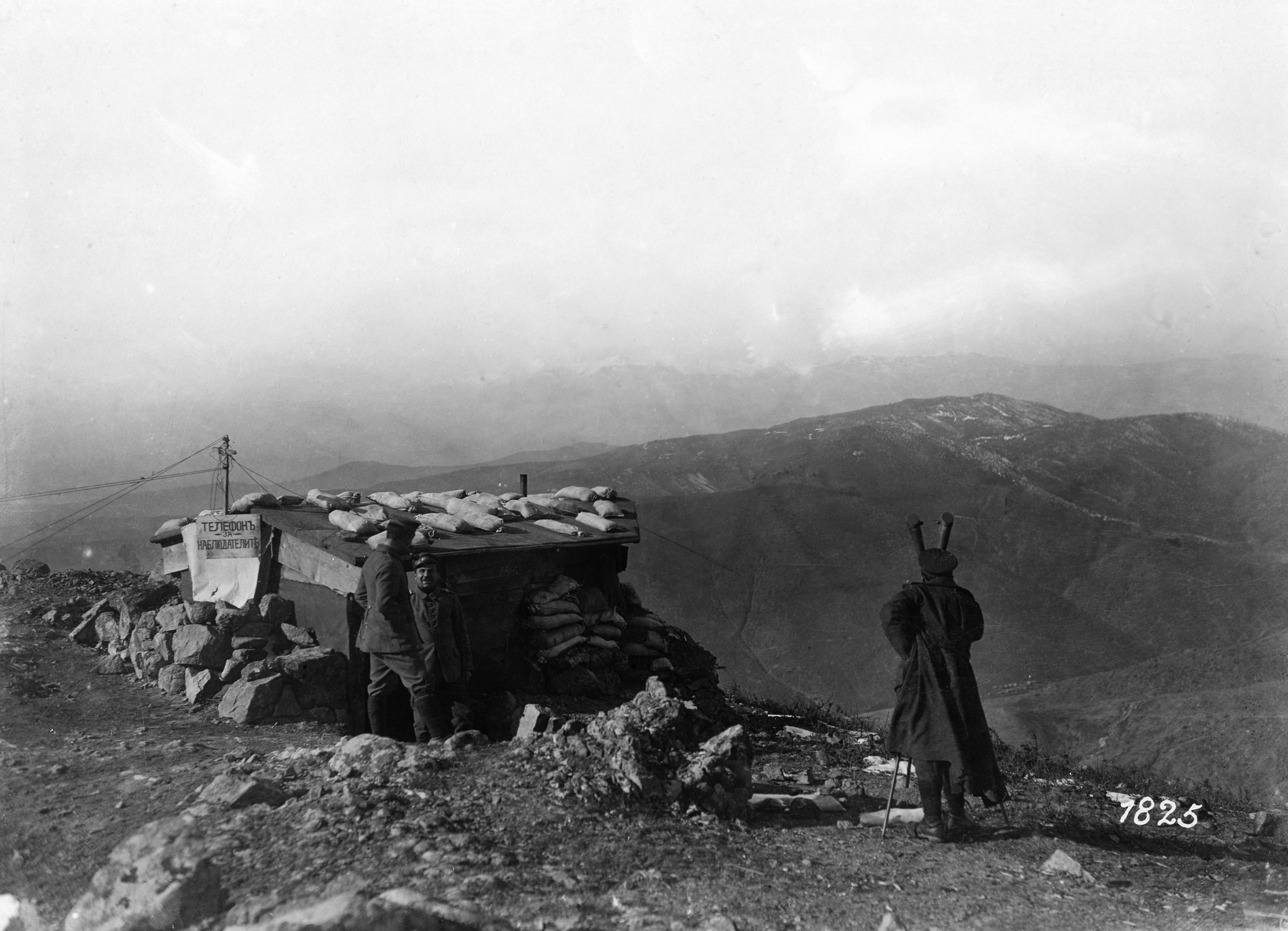
Болгарська телеграфна станція в Дойрані. 1917

У свою чергу німецьке командування відхилило план болгар про проведення наступу на Салоніки в 1917 році, для проведення якого Софія просила шість німецьких піхотних дивізій. Натомість було ухвалено рішення перейти на цьому фронті до оборони і зайнятися поліпшенням тилових шляхів сполучення.
25 квітня розпочався наступ союзників. Однак подальші атаки не дали очікуваних результатів, а 23 травня через загальну несприятливу обстановку на інших фронтах операції на Салонікському фронті були припинені. За час боїв союзники втратили до 20 тис. військових.
Після цього активні бойові дії на Салонікському фронті практично припинилися, до кінця 1917 року фронт союзників на Балканах залишався майже без змін. Лише на початку вересня французами була проведена вдала операція в Албанії, в результаті якої був захоплений район Поградца.
В ході кампанії 1917 року союзники продовжували тиснути на грецький уряд, примушуючи його виступити проти Німеччини. 12 червня на вимогу Антанти король Костянтин I відрікся від престолу, призначивши своїм наступником другого сина Олександра. Новий грецький король закликав до влади прихильника Антанти Венізелоса, і 29 червня Греція вступила у війну на боці Антанти.

#### Підсумки кампанії 1917 року
Кампанія 1917 року на Салонікському фронті характеризувалася пасивністю в діях сторін та повним затишшям на фоні попередніх років. Болгарське командування не могло самостійно проводити великі наступальні операції, а німецьке командування було зайнято боротьбою на Західному фронті і допомогою австро-угорській армії на Італійському фронті. Командування Антанти було також зайнято проведенням наступу на Заході і боротьбою з революційним рухом у військах. Також у зв'язку з виходом Росії з війни з Салонікської фронту були виведені всі російські підрозділи. Таким чином, з одного боку, сили Антанти були ослаблені, проте, з іншого боку, командування Антанти убезпечило інші війська від революційної пропаганди, яку часто вели російські солдати.

### Кампанія 1918 року
У перший половині 1918 року на всьому протязі фронту тривало затишшя, яке встановилося ще з другої половини 1917 року. Німецькі війська, що перебували на цьому напрямку, у зв'язку з підготовкою Кайзерівського наступу на Західному фронті були перекинуті до Франції. Болгарська армія була в змозі лише оборонятися. Центральні держави на Салонікському фронту мали 12 болгарських дивізій, зведених у чотири армії (11-та «німецька», 1-ша, 2-га і 4-та болгарські) — загалом до 400 000 осіб і понад 1138 гармат.
В Албанії на захід від Охридського озера до Адріатичного моря проти італійців діяв 19-й австрійський корпус (дві піхотні і одна кавалерійська дивізії).

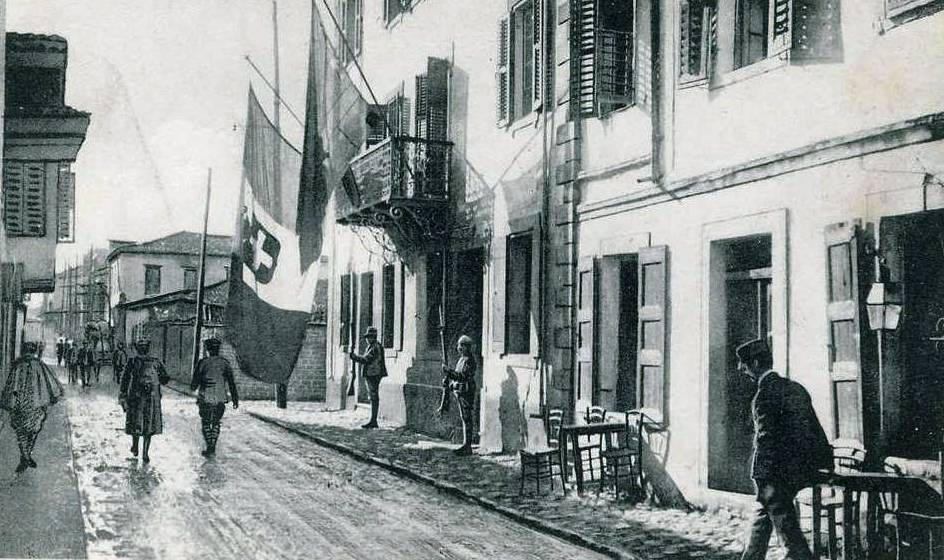
Італійські солдати у Вльорі. 1917

У свою чергу з березня 1918 року командування Антанти розпочало підготовку до наступу. Армії Антанти займали фронт протяжністю 350 км, який простягнувся від затоки Орфа в Егейському морі по важкодоступній гірській місцевості і досягав району Валон на узбережжі Адріатичного моря. Союзні війська складалися з 29 дивізій (вісім французьких, чотири англійські, шість сербських, одна італійська, десять грецьких) — всього 667 000 чоловіків і 2070 гармат. Процес планування та підготовки операції тривав доволі довго, і в липні 1918 року було ухвалено остаточне рішення на перехід у загальний наступ на всьому Салонікському фронті. 3 серпня 1918 року план був затверджений Вищою військовою радою Антанти.

#### Вардарський наступ
О 7 годині 14 вересня 1918 року розпочалася артилерійська підготовка стратегічної наступальної операції союзників, яка тривала майже добу. О 5 годині 30 хвилин 15 вересня дві французькі і одна сербська дивізії перейшли в наступ. До вечора оборона противника була прорвана на ділянці протяжністю до 15 км. Для використання успіху були введені інші п'ять сербських дивізій. На інших ділянках фронту наступ також мав успіх. До 18 вересня прорив болгарського фронту досяг ширини в 25 км і глибини в 15 км, що дозволило союзникам організувати переслідування, використовуючи кінноту і авіацію. У наступні дні наступ розвивався все більш успішно. Сербські війська, які визволяли свою батьківщину від трирічної окупації, повсюдно користувалися підтримкою населення. Тільки-но були отримані звістки про прорив Салонікського фронту, як в ряді сербських місць з новою силою розгорнувся визвольний рух.
До 20 вересня прорив був розширений до 45 км по фронту і на 40 км в глибину. Німецькі резерви прямували до Сербії. У районі Ниш німці сподівалися затримати просування союзників, але за часом не встигали цього зробити. 21 вересня серби досягли р. Вардар у Криволака, порушивши зв'язок між військами 11-ї та 2-ї армій противника, внаслідок чого 11-та армія почала відхід.
22 вересня наступ охопив фронт шириною в 150 км від оз. Дойран до Монастиря. Болгари поспішно відступали, залишаючи тисячі полонених, артилерію та обози. 26 вересня сербські війська перебували вже в районі Велеса. Праворуч британські підрозділи захопили Струмицю і просувалися на Софію — столицю Болгарії. На заході італійці зайняли Крушево. За 10 днів наступу союзні війська, що діяли в центрі оперативної побудови, прорвалися на глибину до 100 км.
Болгарський фронт був глибоко розсічений. 11-та армія, притиснута до важкопрохідного гірського хребта, капітулювала. У полон здалися 77 тис. солдатів, 1600 офіцерів, 5 генералів (чверть усієї болгарської армії). Союзники захопили трофеями близько 500 гармат, 10 000 коней, величезну кількість зброї і продовольства.

### Завершення війни на Балканах
29 вересня 1918 року представники болгарської правлячої влади домовилися про перемир'я з командувачем військами Антанти на Салонікському фронті генералом Луї д'Еспере, та зобов'язалися негайно залишити всі захоплені території Сербії та Греції, збройні сили Болгарії підлягали демобілізації, їхнє озброєння, боєприпаси, військове майно та інші матеріальні засоби складувалися і переходили під контроль військ Антанти. Все болгарські солдати і офіцери, що перебували на захід від меридіана Скоп'є, оголошувалися військовополоненими (близько 90 000 чоловік), а військовополонені військ Антанти, які перебували в болгарському полоні, підлягали звільненню. В результаті виходу Болгарії з війни союзні війська зайняли територію Болгарії і утворили загрозу німецько-австрійським силами в Румунії та Австро-Угорщини. Оскільки Румунія була виведена з війни, вона підписала Бухарестський мирний договір з Центральними державами і була окупована. Однак, 10 листопада румунський уряд оголосив мобілізацію і знову оголосив війну Німеччині, вступивши у Першу світову війну вдруге.
Але на цьому кардинальні зміни на театрі воєнних дій закінчилися, коли наступного дня — 11 листопада 1918 року — після капітуляції всіх своїх союзників по Центральному блоку Німеччина також уклала перемир'я з країнами Антанти. Перша світова війна завершилася.